# シュメール
シュメール（Sumer、シュメール語: 𒆠𒂗𒂠 Ki-en-ĝir15, アラビア語: سومر、sūmir, スーミル もしくは sūmar, スーマル。イラク口語発音だとソーマルなどになることもある。）は、古代メソポタミア南部地域の中の南部（現在のイラク南部地方）に住んでいた人々、その地域の名、およびその人々が築いた文明や文化の名称である。
ユーフラテス川とティグリス川に挟まれた地域は、考古学や古代史研究などでは現在、メソポタミアと呼ばれている。このメソポタミアの北部はアッシリアと呼ばれ、南部はバビロニアと呼ばれる。南部のバビロニア（現代のバグダードからペルシア湾に至る地域）のうち、古代都市ニップル近辺よりも北側をアッカド、南側をシュメール（シュメル）と呼ぶ。

## 概要
前5500年ごろから前3500年ごろのウバイド期の中頃からシュメール地方では灌漑農業が本格化し、続くウルク期（前3500年ごろ - 前3100年ごろ）には都市文明が発達した。この都市文明を担った人々をシュメール人と呼ぶ。彼らは現代ではシュメール語と呼ばれる系統不明の言語を話し、楔形文字を発明して、アッカド人とともにメソポタミア文明の基礎を作り上げた。前2900年ごろから前2350年ごろまでの初期王朝時代にはキシュ、ニップル、アダブ、シュルッパク、ウンマ、ラガシュ、ウルク、ウルのような有力な都市国家を形成した。
前3000年紀後半、アッカド帝国による征服を経て、前2112年ごろにはウル第3王朝が成立した。ウル第3王朝のころから、日常の言語としてのシュメール語は次第に使用されなくなり、アッカド語などセム系の言語が優勢となっていった。一般的にはウル第3王朝が滅亡した前3000年紀末ごろまでがシュメール人の時代として取り扱われる。前2000年紀には口語としてのシュメール語は完全に死語となったが、学問・宗教・文学の言語としてのシュメール語はメソポタミア文明の終焉まで継承され続けた。

## 名称
日本語ではシュメール、またはシュメルと表記される。この名称はアッカド語のシュメルム（Šumerum）に由来し、英語のSumerをはじめ、現代では多くの言語でこのアッカド語由来の名称が使用されている。日本語表記ではシュメルの方がよりアッカド語の原音に近いが、日本におけるシュメール学の先駆者中山与茂九郎がシュメールという表記を採用したことで長音表記法が広く受容された。これは第二次世界大戦中に日本で「高天原はバビロニアにあった」、天皇を意味する「すめらみこと」は「シュメルのみこと」だ、といった俗説が流布したことから、これを退けるためであった。
地名としてのシュメルムに相当する地域はシュメール語ではキエンギ（ル）（Kiengir）、あるいはカラム（kalam、「国土」「土地」の意）と呼ばれた。これは非文明的な東方のクルクル（Kurkur、「外の国々」）の対立概念であり、前3000年ごろには概念として成立していたと見られる。しかし、「シュメール人」が自分たちのことをシュメール人と呼ぶことはなく、文学作品内では自らを指して「黒頭人」（𒊕 𒈪、saĝ-gíg、𒊕 𒈪 𒂵, saĝ-gíg-ga）と表現した。
現代においてアッカド語由来のシュメールという名称が一般的であるのは、シュメール語の発見よりもアッカド語の解読が先行した近代のアッシリア学の進展過程の結果である。メソポタミア文明の終焉の後に忘れ去られた楔形文字が近代に発見された際、古代ペルシア語、次いでアッカド語が解読された。しかし、楔形文字がアッカド語などセム系言語の音価特性を区別しないことなどから、この文字が異なる言語のために発明されたものであることが予想された。そして1869年にフランスの学者ジュール・オッペールがこの楔形文字を発明した未知の民族をシュメール人と名付け、この名称が定着した。

## 歴史

### 前史
いわゆるシュメール人がいつごろ、どのようにして南部メソポタミアに定着するようになったのか、また彼らが最初の居住者であったのかなどはわかっていない。彼らは楔形文字を発明し、古代エジプト人と並んで人類の中でもっとも古い歴史記録を残した人々であったが、それでも具体的な歴史を把握できるようになるのは前2500年ごろ以降に限られる。このシュメール人の起源をめぐる未解決の課題は「シュメール人問題」と称される。
シュメール地方における最古居住の痕跡は現在知られている限り前5500年ごろのものである。前5500年ごろから前3500年ごろまでの文化層をウバイド文化という。西アジアのより広い範囲では先土器新石器時代が終わる前6000年ごろまでにコムギ・オオムギなどの栽培とヤギ・ヒツジなどの家畜化が進展し、農耕・牧畜に基盤を置く社会が成立していた。ウバイド期には、のちのシュメールの神殿建築に連なる神殿の建設が始まっている。ウバイド文化は南メソポタミアの定住農耕民の文化の基層を成し、さらに南メソポタミア外の地域へも拡散した。
ウバイド期に続くウルク期（前3500年ごろ - 前3100年ごろ）の中盤から後期にかけて、本格的な都市が誕生していく。ウルク期の代表的な都市が、その分類名の由来ともなった南メソポタミアの都市ウルクであり、当時人口数万人を数えた。
ウルク期には西アジアにおける南部メソポタミアの優位性が明確なものとなり、ウルク文化がメソポタミア全域へと拡散した。北メソポタミア各地に南部メソポタミアからの移住者による植民都市・前哨地が形成され、資源取引の拠点とされた。また、ウルク期の後期には都市ウルクで初めて粘土板に記号を刻むことによる記録システムが登場した。この最初期の文字（ウルク古拙文字）は非常に絵文字的な文字であり、現代の学者はそれが表しているモノをある程度理解することが可能である。

### シュメール人の登場
ウバイド期・ウルク期は先史時代であり、その文化を担った人々がどのような言語を話し、いかなるアイデンティティを持っていたのかを知るすべはない。ウルク期末の文字の登場によって初めてそうした情報が残されるようになる。ウルクで発明された文字記号が実際にシュメール語で読まれていたかについて不確実性が残されており、今も異論が存在するが、文字の発明は一般的にシュメール人の手になると考えられている。ウバイド期・ウルク期を通じて重大な文化的断絶は確認されておらず、エリドゥなどの都市遺跡ではウバイド期の小祭祀場が段階的に拡大し、のちの大規模神殿が形成される過程が考古学的に確認されている。これらのことからウバイド文化と前3000年紀以降のシュメール文化に連続性があることがわかるが、それでもシュメール人がいつごろにメソポタミアに定着したのか、シュメール人たちに先行する住民が存在しなかったのかなどについて明確な回答は存在しない。

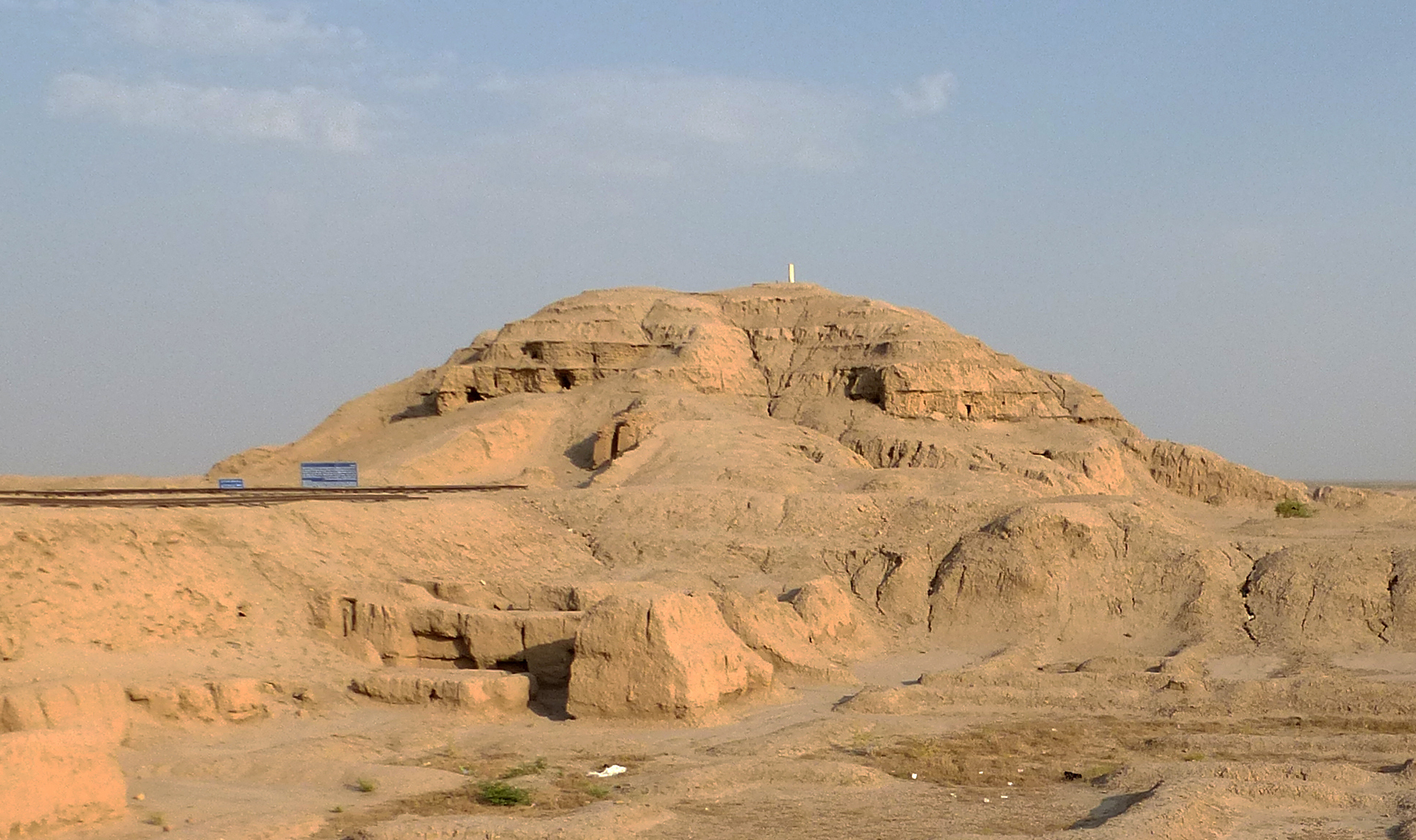
ウルクのアヌ神に捧げられたジッグラト跡。前3500年ごろには「白色神殿」と呼ばれる建造物が頂上に建てられていた。

ジェムデト・ナスル期（前3100年ごろ - 前2900年ごろ）から初期王朝時代（前2900年ごろ - 前2400年ごろ）1期にかけてウルクと同じような都市国家が全シュメール（南メソポタミア）に拡大していった。初期王朝時代の2期ごろには近隣都市を従属させた有力な都市国家が複数成立していた。そのような都市国家にはキシュ、ニップル、アダブ、シュルッパク、ウンマ、ウルク、ウルなどがある。これらの都市国家では王権が強化され特定の家系に王位が独占されていき、これらの王は「王碑文」という形で自らの事績を記録に残すようになった。王碑文の出現によってシュメールの歴史は初めて王名や政治的な事件の記録を通じて具体的な叙述ができるようになる。

### 初期王朝時代

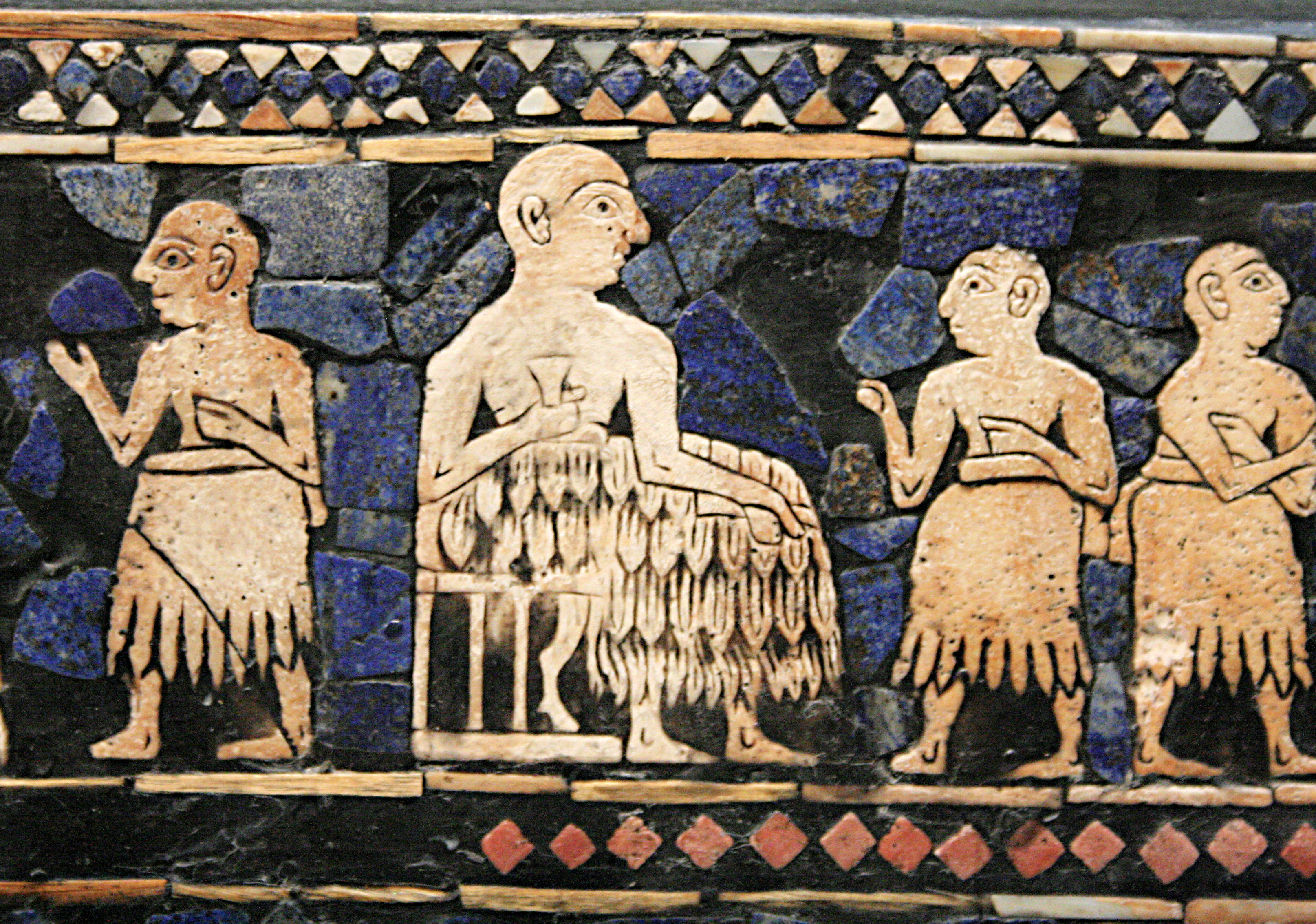
ウルのスタンダードに描かれたウル王の即位（前2600年ごろ）

初期王朝時代のシュメールは各都市国家が覇権を争った時代である。この時代について伝えているのは『シュメール王朝表（シュメール王名表）』と呼ばれる文書群である。これは南部メソポタミアでもっとも強力だった歴代の諸王朝・諸王の統治年数が羅列されている文書である。非常に伝説的色彩が強い文書であるが、シュメールの都市国家の歴史についての情報を引き出すことができる。
『シュメール王朝表』によればシュメール南部の都市エリドゥで初めて王権が成立し（王権が天から降り）た。次いでバド・ティビラ、ララク、シッパル、シュルッパクに順次王権が移っていったと言う。これらの都市の王たちには数万年に及ぶ在位期間が設定されているなど神話的な伝承となっている。そして伝説的な大洪水があったとされ、『シュメール王朝表』では歴史は洪水以前と以後に分けられている。
『シュメール王朝表』によれば「洪水」のあとに最初に王権があったのはキシュ（キシュ第1王朝）であり、ついでウルク（ウルク第1王朝）に王権が遷ったという。キシュやウルクの初期の王たちは後世のメソポタミアで尊崇の対象となり各種の伝説が残されている人物も多い。キシュの王朝の事実上の創始者に位置づけられているエタナや、ウルクの王エンメルカル、ルガルバンダ、そして古代メソポタミアにおいてもっとも有名な英雄であるギルガメシュ（ビルガメシュ）などが代表的である。
『シュメール王朝表』は非現実的な王の在位年数や、実際には同時代に並立していたと考えられる王朝を縦列で繋ぎ順番に交代した形で叙述するなど、その内容はそのまま史実として受け取れるものではない。同時代史料によってより実際的な歴史が復元できるようになるのは前2500年ごろ以降、初期王朝時代の末期からである。都市国家ラガシュで発見された一連の碑文によってこの時代の都市国家間相互の争いの一端をうかがい知れる。ラガシュは長らく、隣接する都市国家ウンマとの間で境界をめぐって戦っており、ラガシュの王たちは過去から続くウンマとの戦いを碑文に記録した。このラガシュとウンマの戦争の記録は世界でもっとも古い歴史叙述とも評される。
こうした都市国家間の覇権争いで次第に優位となったのはウルクであり、一都市国家を超えた領域国家を形成し始める。前2400年ごろのウルク王エンシャクシュアンナは「国土の王」という新たな称号を採用し年名を採用しするなど、シュメール地方全域における権威を示している。そしてウルク王ルガルザゲシ（在位：前24世紀ごろ）がシュメールの主要都市を征服した。

### アッカド帝国
シュメールに半ば統一的な勢力を築いたウルク王ルガルザゲシは、北方のアガデ（アッカド）の支配者サルゴン（シャル・キン）によって打ち倒された。サルゴンが打ち立てた帝国はアッカド帝国と呼ばれ、アッカド地方とシュメール地方を初めて統合して支配したことからしばしば最初の統一王朝として扱われる。アッカド市の所在地はいまだ判明していない。サルゴンは後世、偉大な世界征服者として崇拝を受けた。
アッカド帝国の第4代の王ナラム・シンはマガン（現在のオマーン地方）や東地中海沿岸地方まで遠征を行い、アッカド帝国の最大版図を実現した。そして「四方世界の王」という称号を用い、自らを神格化するなど、統一王朝に相応しい新たな王権観を確立した。また、ナラム・シンの治世頃には中心としてのアッカド市の地位が拡大し、文明の中心としての地方を北部のアッカド地方と南部のシュメール地方に分類するという地理感が明確な形となっていった。地名としてのアッカド地方という用語の初出はナラム・シンの子、シャル・カリ・シャッリの治世であり、同じく彼の時代には南方がシュメールと呼ばれるようになっていることが確認されている。
一方でサルゴンからナラム・シンに至るアッカドの支配は自律的な都市国家が割拠する旧来からのシュメール、そしてアッカド地方の基本的な社会構造を根本的に変化させることはなかった。ナラム・シン即位時にはキシュとウルクを中心にシュメール・アッカド地方の大部分の都市国家が参加する反乱が発生し、ナラム・シンはこの反乱鎮圧について「1年に9度の戦闘を行った」と記録させている。ナラム・シンの自己神格化はこの反乱鎮圧のあとのことであるが、各都市がアッカド帝国の直接支配下に入ることはなく、伝統的な都市国家の存在を前提にアッカドに従う現地有力者を通して支配が行われた。
ナラム・シンの後、息子のシャル・カリ・シャッリが王位を継いだが、彼は父親の採用した「四方世界の王」という称号や自己神格化を継承することなく、伝統的な王権感に回帰した。彼の治世頃からアムル人（アモリ人）、グティ人、エラム人など周辺異民族の脅威が深刻となっていった。シャル・カリ・シャッリはこれらの外敵との戦いを繰り返したが、アッカド帝国の支配は動揺した。
シャル・カリ・シャッリの後の王について、『シュメール王朝表』は「誰が王であったか、誰が王でなかったか」という書き出しで始めている。一般にこれはアッカド帝国における政治的混乱を象徴する表現と見なされ、以降混乱の中で外敵の侵入によってアッカド帝国は滅亡に向かっていったとされる。メソポタミアの伝承ではアッカド帝国を滅ぼして以後の覇権を握ったのはグティ人とされており、『アガデの呪い』と呼ばれる文学作品では神を冒涜したナラム・シン王に対する罰としてエンリル神が蛮族グティ人を差し向けたとしている。
実際にはナラム・シン以降の王の存在からも示される通り、こうした伝承は史実とは一致していない。アッカド帝国を滅ぼしたのがグティ人であり、彼らがその後シュメール・アッカド地方の支配権を握ったという伝承は現代の学者によってもしばしば歴史上の事実として扱われるが、グティ人の王たちの実態は明らかではなく、実際にメソポタミアの広い範囲にグティ人が支配権を及ぼしたことを証明するような根拠もほとんど存在しない。アッカド帝国滅亡後のシュメール地方ではウルクやラガシュなどの都市が再び自立し有力になっていたが、アッカド王朝末期および滅亡後の時代の政治的事件や各都市国家の王たちの時系列、相対年代はほとんど確定できない。このような中、考古学的調査によって比較的情報が明らかになっているラガシュの王グデアはこの時代の代表的な王である。
後世の碑文によれば、最終的にウルクの王ウトゥヘガルがグティ人の王ティリガンを破りシュメールを解放したとされている。ウトゥヘガルは同時代史料で実際にウル市を支配下に置き、ラガシュにも影響力をふるうなど強力な王であったことがわかっているが、こうした伝説がどの程度まで史実に基づいているのか明確ではない。

### ウル第3王朝
前2112年ごろ、ウトゥヘガルがウルに送り込んだ将軍ウル・ナンム（在位：前2112年ごろ - 前2095年ごろ）がその地で自立してウル王を名乗った。彼が創立した王朝をウル第3王朝と呼ぶ。ウルナンムは広い範囲に強固な支配を確立して統一王朝を造り上げ、各地の神殿を修復し、また『ウルナンム法典』と呼ばれる「法典」を制定した。これはのちの『ハンムラビ法典』のような古代メソポタミアの重要な「法典」の中で最古のものであり、ウルナンムの特筆すべき業績のひとつである。また、ウルナンムは新たに「シュメールとアッカドの王」を名乗った。この称号はのちにイシン・ラルサ時代の王たちが使用する称号であるが、これを使用した最初の王がウルナンムである。
ウルナンムが基礎を確立した王朝を受け継いだのが第2代の王シュルギ（在位：前2094年ごろ - 前2047年ごろ）である。彼の治世は48年に及び、その下でウル第3王朝の本格的な統治体制が整備された。シュルギ王の下で度量衡の統一、貢納制度の確率、会計制度の整備が実施され、本格的な文書行政が行われるようになった。ウル第3王朝は、それまでの歴史上類を見ない多くの行政・経済文書記録が残されているが、こうした文書が本格的に増加しはじめるのはシュルギ王治世末ごろからである。また、シュルギ王治世下のウル第3王朝はアッカド帝国の最大版図をほぼ再現し、東地中海沿岸からペルシア湾に至る地域を支配下に納めた。この実績を背景に彼はかつてのアッカド王ナラム・シンが採用した「四方世界の王」の称号を復活させ、自らを神格化した。王朝の支配領域はシュメール地方とアッカド地方から構成される中心地域と貢納義務を負う周辺地域に分けられ、税として集められる家畜を管理するためにニップル市近郊にプズリシュ・ダガンと呼ばれる施設が建設された。日本の学者前川和也は、「長いメソポタミアの歴史のなかで、ウル第三王朝時代ほど厳格な文書行政が実施された例はない」とウル第3王朝の行政組織について評するが、こうしたウル第3王朝を特徴づける体制の多くはシュルギ王の下で確立されたものであった。
シュルギ王の治世の後、息子のアマル・シン（在位：前2046年ごろ - 前2038年ごろ）が王位を継いだが、9年の治世ののちに王妃アビシムティと兄弟または息子であるシュ・シンによって王位を奪われた。シュ・シン（在位：前2037年ごろ - 前2029年ごろ）の時代に入るとイラン高原南西部に拠点を持つエラム人や、ユーフラテス川中流・上流地方から南部メソポタミアに入っていたアムル人（アモリ人）の圧力が増していった。最後の王、イッビ・シン（在位：前2028年ごろ - 前2024年ごろ）の時代にはウル第3王朝の統治機構は機能不全を起こし、周辺の都市が自立するとともにその支配領域は縮小し、プズリシュ・ダガンに集められていた貢納も途絶えた。イッビ・シン王の治世初期の段階で、ウル第3王朝の支配地はウル市、ニップル市、エリドゥ市などとその周辺のみにまで縮小し、ウル市では深刻な飢饉が発生した。混乱に陥ったシュメール地方ではウル第3王朝に変わって、マリの出身でアムル人であったと言われるイシュビ・エッラが実質的な権力を掌握しはじめ、彼はイシン市を拠点に事実上の独立王朝を創設した（イシン第1王朝）。イシュビ・エッラは一地方勢力に転落したウル第3王朝に代わって「四方世界の王」を称し、メソポタミアの中枢部を支配下に納めた。
弱体化したウル第3王朝は最終的にエラム王キンダトゥの侵攻によって滅亡した。ウル王イッビ・シンはイシン王イシュビ・エッラと結んでエラムの侵攻に対抗したが、前2004年ごろ、ウル市は占領されイッビ・シンがエラムに連れ去られたことによってウル第3王朝は滅亡した。その戦いの具体的な経過についての情報は残されていない。ウルの滅亡は大きな衝撃を与え、『ウル滅亡哀歌』等と呼ばれる文学作品の中でその悲劇が謡われた。
現代の叙述では一般的に「シュメール」の歴史はウル第3王朝の滅亡とともに終了する。これはこの時代から間もなく、口語としてのシュメール語が死語と化し、メソポタミアの支配的な言語がアッカド語になることから、「シュメール人」が歴史の舞台を去ったとみなされることによる。しかし、学問・宗教・文学の言語としてのシュメール語は楔形文字が使用されなくなるまで、その後の古代メソポタミアの歴史を通じて継承されていくことになる。

## シュメール人とは
「シュメール人」をどのような存在と定義するか、という問題への解答は近年大きく変化している。20世紀にはシュメール人という民族の存在がしばしば想定されていたが、現代では「シュメール人」という単一のアイデンティティを持った1つの集団が存在したわけではないと考えられている。大英博物館版『古代オリエント事典』では「『シュメール』文化とは前3000年紀にメソポタミア南部で展開していた過程そのものであり、シュメール語の使用ということで定義することができる。『シュメール人』とはその文化に参加していた人々のことである」と定義されている。また、この時代の南メソポタミアで排他的にシュメール語のみが使用されていたというわけでもない。「シュメール文化」が展開する最初期から南部メソポタミアはセム語（アッカド語）とのバイリンガル地帯であり、アッカド語の名前を持つ親が子供にシュメール語の名前をつけることもあり、またその逆の例も存在する。「シュメール人」たちが単一のアイデンティティを持った1つの集団であったわけではなく、「シュメール人」という用語が現代の学術的概念であることに注意が必要である。

## 政治

### 都市国家
シュメール人は多数の都市国家を形成し、これらは長期にわたり分立していた。同時期に文明を構築していたエジプトが早期から統一的な政権を構築していたのに対し、その歴史の多くを通じて都市国家が強い自律性を維持していたことはシュメールの政治文化の大きな特徴である。シュメールの都市国家が割拠した初期王朝時代はおよそ900年あまりも続き、ルガルザゲシやサルゴンといった王たちによって領域的な支配がなされるようになっても都市国家的な伝統は強固に残存し続けた。
シュメールの都市国家の中でも早期に大規模に発達し、しばしば「最古の都市」とも呼ばれるのがウルクである。ウルクは前4000年紀後半にはすでに都市の基本的な要件を備え、政治的・宗教的中心性を備えた発展を遂げた。シュメールの都市国家は中心部に都市神の住居となるべき神殿（エ）を持っていた。理念的には都市神こそが都市の所有者であり、都市国家を治める王は神に代わって地上を統治する代行者であるという王権思想が普及していたことから、神の住居である神殿の建設、修繕は王のもっとも重要な責務のひとつであった。
シュメールの都市国家は神殿を中核としており、長期にわたる都市の拡張、修復の過程でも神殿は同一地点で増改築され続けた。このことはウバイド期からウル第3王朝時代まで同一地点で増改築を続けたエリドゥ市の都市神エンキの神殿の発掘調査によってよく理解されている。神殿にはシュメール語でウニル（U.NIR）、アッカド語でジックッラトゥ（Ziqqurratu、慣習的にはジッグラト）と呼ばれる塔が供えられ、これがシュメール都市の景観を特徴づけた。神殿域の周囲には不規則な街路を持つ居住域が形成されていた。常に外敵の脅威に晒されていたことから、都市は通常、矩形あるいは卵型の平面プランを持つ城壁によって囲われていた。
ウルク期に成立したウルクのような都市国家は初期王朝時代の半ば以降急増し、特に有力なものは初期王朝時代後半には周辺の都市を服属させ地域的な統合を果たしていった。

### 王権

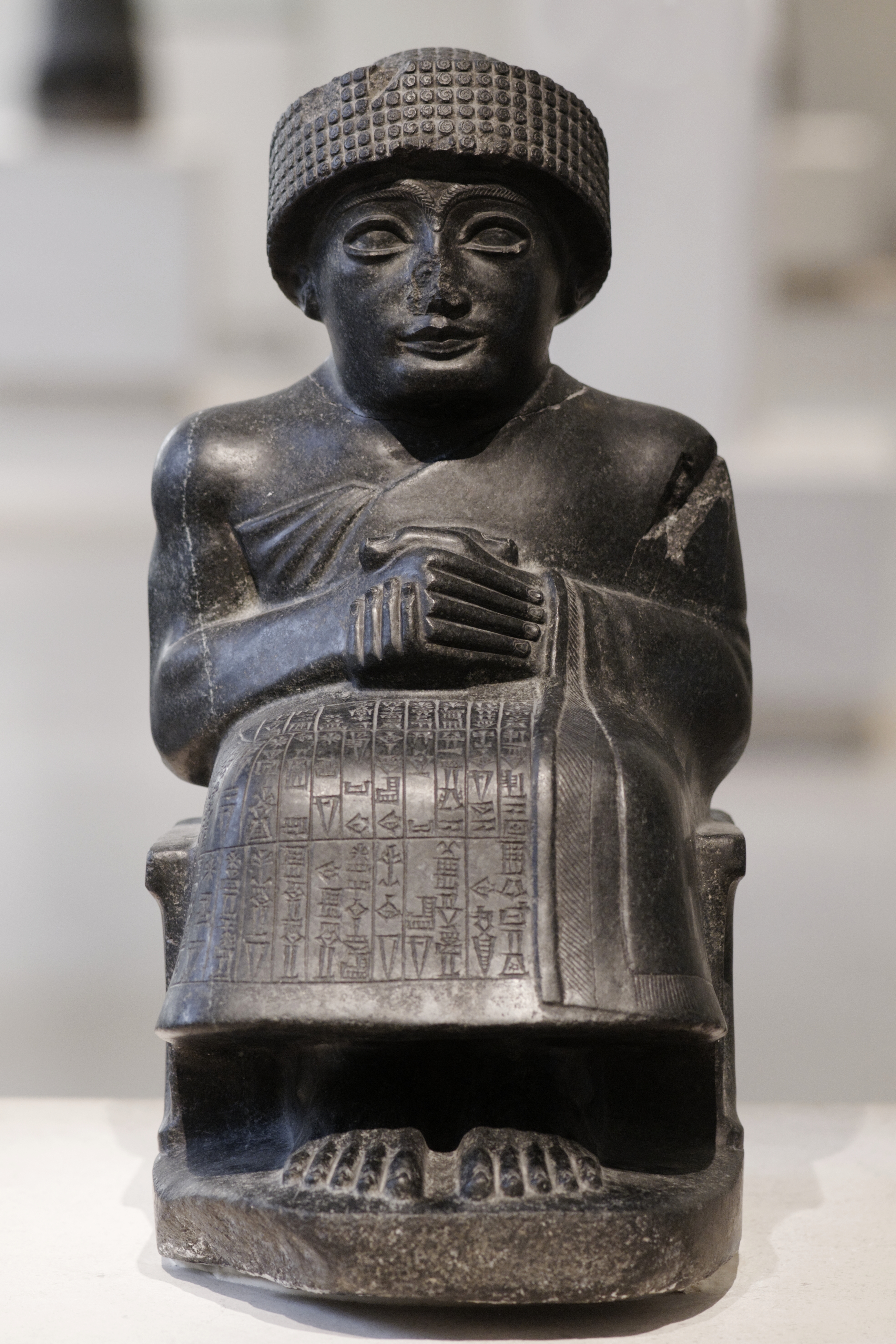
ラガシュ王グデア像

シュメールの伝統的な王号にはエン（En）、エンシ（Ensi、𒑐𒋼𒋛）、ルガル（Lugal、𒈗）があった。知られている限りエンはもっとも古くからある称号であり、ウルク期（前3500年ごろ - 前3100年ごろ）にはまだエンシ、ルガルは存在せず、エンのみが存在した。エンシ、ルガルは、ともに初期王朝時代（前2900年ごろ - 前2350年ごろ）に都市国家の支配者の称号として用いられた。
各都市はエン、エンシ、ルガルのいずれかを王号として用いていたが、「王号の差異は各々の都市の伝統の差であって、都市国家の形態や権力の在り方の相違を表現するものではない」（前田）。ウルク市ではエン、ウル市ではルガルが、ラガシュではエンシが伝統的な王号として用いられていた。古い時代においてはそれぞれの王号に地位上の明確な差異はなかった。ウルクの王ルガルキギンネドゥドゥはウル市を支配下に置いたことを「ウルクにおいてエン権を行使せしめ、ウルにおいて王（ルガル）権を行使せしめたとき」と表現しており、ウルク市の伝統に従ってウルク市の支配権をエン権、ウル市の支配権をルガル権と表現している。また、エンシを伝統的な王号としていたラガシュに建立された碑文ではウルクの王（エン）ルガルキギンネドゥドゥ（ラガシュの碑文ではルガルキニシェドゥドゥと書かれる）は、ウルクの王（エンシ）と表現されている。
しかし、時とともにルガルが全体を支配する君主の称号として定着し、ウルク王ルガルザゲシの時代頃以降にはエンシはルガルに臣属する都市国家の支配者の称号へと変化していった。アッカド帝国時代の碑文では王（ルガル）と時代の都市支配者（エンシ）は明確に地位上の差異を持って用いられており、アッカド王リムシュの碑文では「ウルクの王（ルガル）カクを捕らえ、そして彼のエンシたちを捕らえ」と表現されている。また、エンという称号はアッカド帝国期以降には聖職者の称号としてのみ用いられるようになるが、このことがエンという称号が神官による神権統治が実施されたことを示すものであるのかどうなのかは明確に理解されてはいない。ルガルという称号を表現する楔形文字（𒈗）は、Lu（𒇽「人」）とgal（𒃲「大きい」）を組み合わせて作られており、直訳としては「大きな人」を意味する。ルガルという用語は古くは「（奴隷の）主人、所有者」という意味で使用され、のちに王を示す用語となった。
シュメールの国家が都市国家という枠組みを超え、広大な領域を支配する勢力となっていくと、それを表象する新たな称号が用いられるようになっていった。初期王朝時代の後半に特徴的な称号が「キシュの王（Lugal Kiški）」である。キシュはニップル市の北、のちのアッカド地方に存在した都市国家であり、初期王朝時代の中盤には南部メソポタミアの広い範囲に強い影響力を及ぼしていた。この有力国家キシュのイメージからか、ウルク、ウル、ラガシュなどのシュメール都市国家の王たちは実際にキシュ市を支配していないにもかかわらず覇者的な地位を持つことを示す称号として「キシュの王」を用いるようになった。これと同じ時期に、やはりシュメールの都市国家ウンマの王は「すべての王（Lugal ŠAR2xDIŠ）」を用いた。
こうした抗争で優位に立って行ったウルクの王たちは、やがて「国土の王（Lugal karam ma）」という称号を用いるようになる。この称号はウルク王エンシャクシュアンナが初めて用い、シュメール全域に覇権を打ち立てたルガルザゲシ、そしてそのルガルザゲシを打倒したアッカド王サルゴンによって引き継がれた。これは都市国家の枠組みを超えた支配者であることを示そうとする王号であったと考えられる。シュメール諸都市を征服したアッカド帝国の王たちはさらに「全土の王（Lugal Kiš）」を用いた。この称号は「キシュの王（Lugal Kiški）」から地名であることを示す限定符（KI）を除いた形であるため、しばしば同一の称号として混同されるが、基本的には別個の称号として理解されている。前田徹は「キシュの王」や「すべての王」といった称号の登場を「都市国家間の抗争が最終段階に入ったことを示す」もの、そして「国土の王」や「全土の王」を「領域記国家期」の指標となる称号として挙げている。
アッカド帝国の第4代の王ナラム・シンは自らを神格化し、その称号に「アッカドの神」、そして「四方世界の王（lugal ki-ibratim arbaim）」を称した。この「四方」が何を意味するのかは長く議論されているが、一般的には東西南北の四方位を表すものと言われている。ナラム・シンは空前の規模の広大な領域を支配した王であり、過去の王たちが支配した領域を明確に区別できる新たな称号としてこの称号を採用した。ナラム・シン以後のアッカド王たちはシャル・カリ・シャッリの一時期を除きこの称号を引き継がなかったが、ウル第3王朝のシュルギ王以降の王たちはこの称号を継承した。さらに、古バビロニア時代のイシン第1王朝の王、そしてラルサの一部の王たちにも継承された。上記のように変遷、発達を遂げたシュメールの王号は、その後のメソポタミアの王権概念に大きな影響を与え、メソポタミア文明の王権概念の根幹となった。

## 経済
シュメール人は、奴隷を使役した。女性の奴隷は、織物・圧搾・製粉・運搬などで働いた。
石材・銀・銅・木材が、インドやアフリカから来た。ラクダの隊商が、雄牛に引かれた荷車やそりとともに、品物をシュメールへと運んできた。

### 農業
シュメール人は大麦・ヒヨコマメ・ヒラマメ・雑穀・ナツメヤシ・タマネギ・ニンニク・レタス・ニラ・辛子を栽培した。また魚や家禽を狩り、ウシ・ヒツジ・ヤギ・ブタを飼育した。主要な役畜としては雄牛を、主要な輸送用動物としてロバを使役した。
シュメール人の農業は灌漑に依存し、灌漑は羽根つるべ・運河・水路・堤防・堰・貯蔵庫を使って行われた。運河の維持のために修復作業と沈泥の除去がたびたび実行され、政府は国民に運河で働くことを求めたが、富裕な者は免除された。
農民は運河によって畑に水を引き、雄牛に地面を踏みつけさせて雑草を枯れさせてからつるはしで畑を引きずり、畑土が乾いたあとで彼らは鋤ですき、馬鍬でならし、熊手で掻き、根掘り鍬で土を砕いた。乾燥した秋には、刈り取る者・束ねる者・束を整理する者の3人1チームで収穫した。
農民は、穀物の上部を茎から分離するために脱穀用車を用い、穀粒を引き離すために脱穀用のそりを用いた。穀物と殻はふるいわけられた。
他にも、シュメール人は最初に植物と動物の両方を育てていたと考えられているが、前者の場合は突然変異の草を系統的に栽培・収穫することであり、これは今日一粒小麦や二粒小麦として知られているものである。後者は、原種のヒツジ（ムフロンに似る）やウシ（ヨーロッパヤギュウ）を出産させて飼育することである。

## 文化

### 文字

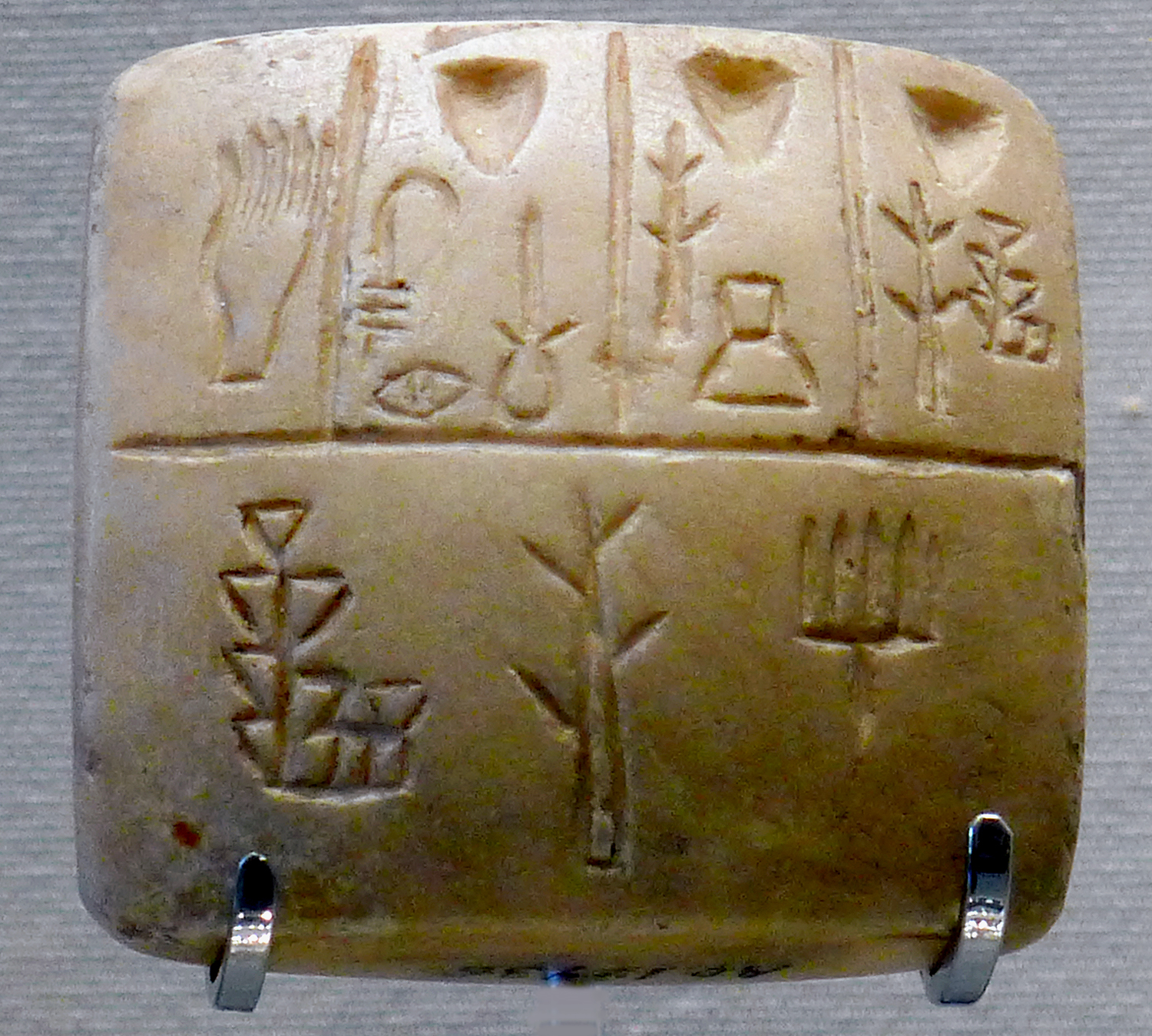
ウルク期の粘土板文書

現在知られる最古の文字はシュメールで誕生した。もっとも古い文字はウルクでウルク期末期（前3100年ごろ）に現れる、粘土板に線刻で書かれた絵文字（ウルク古拙文字）である。続くジェムデト・ナスル期（前3100年ごろ - 前2900年ごろ）にはこの文字記録システムはシュメール地方北部から一部はディヤラ川流域まで普及した。初期の絵文字はすべて表意文字であったと考えられており、1200から1500種類ほどのサインが使用された。これらは表意文字であるため正確な音価はわからないが、何を表しているのかは図像から理解することができる。一般に、文字の発明者はシュメール人であり、書かれている言語はシュメール語であると理解されている。ただし、この点についてはシュメール人の起源をめぐる問題（シュメール人問題）とも関わり、完全に明確なわけではない。
文字による記録体系は物品の数量管理と密接な関わりを持って作り出されたと考えられている。シュメールでは少なくとも紀元前3000年ごろにはトークンやブラと呼ばれる粘土球を用いた計算が行われていたと推定されている。これは粘土球の表面にトークンを押しつけ、粘土球内部に押印跡と同数のトークンを封入して数を記録したり、穀物や家畜、税などの数量を特定の形状にした粘土製トークンによって数えるもので、ある仮説ではこうしたトークンの押印から粘土に記録する文字は発達していったと想定される。考古学的にはこうしたトークンやブラの出現と文字の登場は同時並行的に確認されており、この時代に物品の数量管理のためにいくつもの試みがなされ、文字はそのうちのひとつであったとも考えられる。いずれにせよ、最初期の粘土板文書は内容が理解されていないものもあるものの、その大半が行政・経済文書と語彙リストで占められており、いわゆる神話や物語、歴史記録といったものを残すために用いられてはいなかった。
時間の経過とともに、線刻された文字は曲線が排除されて直線となり、また先端部は楔状となり、また文字数は整理されてウル第3王朝時代には常用される文字は400種程度まで減少した。この楔状の形から、現代ではこの文字は楔形文字と呼ばれている。楔形文字はその後西アジア全域に普及し、さまざまな言語を表記するのに用いられることになるが、その原点となったのがシュメール人の楔形文字であった。初期王朝時代（前2900年ごろ - 前2350年ごろ）の半ばごろになると、文字の発達によって単なる記録に留まらない文学作品を記すことが可能となり、文字によって記録される情報量も飛躍的に増大した。初期王朝時代半ば、ラガシュではウル・ナンシェ王朝と呼ばれる王たちが、隣国ウンマとの国境をめぐる戦争を記録に残しており、これはしばしば最古の歴史記述とも言われる。以後発達した楔形文字による文学もまた、メソポタミア文明の根幹を成す要素として西暦前後まで継承されていく。

### 文学
シュメール文学の大部分は、アッカド語の翻訳をはじめ、アッシリアやバビロニアでの複製を通じて間接的に保存されている。叙事詩、讃歌、知恵文学などがあり、ギルガメシュを主人公とした一連の作品のほか、農業の方法が書かれた『農夫の教え』、学校をテーマとした『学校時代』などがある。記録が残っている中で最古の文学者として、エンヘドゥアンナ王女が知られている。

### 宗教思想

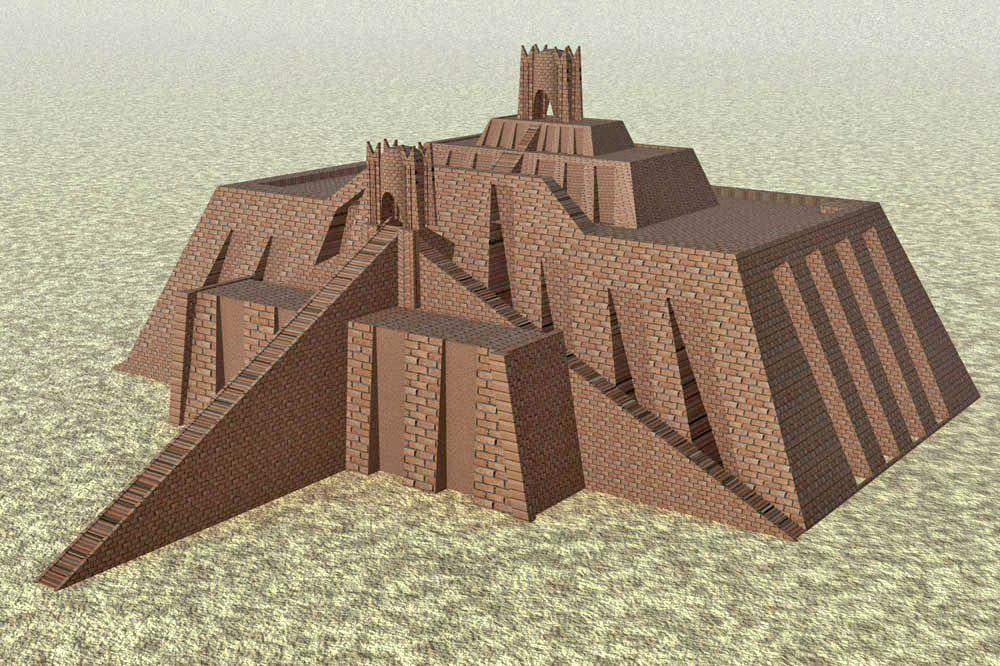
ウルのジッグラトの復元図

シュメールの神殿は、中央の本殿と一方の側に沿った側廊から成っていた。側廊は神官の部屋の側面に立っており、一つの端には、演壇、および動物や野菜を生贄に捧げる日干しれんがのテーブルがあったと思われる。穀物倉や倉庫は通常は神殿の近くにあった。のちにシュメール人は、人工的な多層段丘「ジッグラト」の頂上に神殿を置き始めた。シュメール人最大の都市はウルクであり、その大きさはギリシアのアテネより広範囲に及ぶ。
シュメール人は、地母神であるナンム、愛の女神であるイナンナまたはイシュタル、風神であるエンリル、雷神であるマルドゥクなどを崇拝した。シュメール人が崇拝する神々（𒀭 - DINGIR - ディンギル）は、それぞれ異なる都市からの関連を持っていた。神々の信仰的重要性は、関連する諸都市の政治的権力に伴って、しばしば増大したり減少したりした。言い伝えによれば、ディンギル（神）たちは、彼らに奉仕させる目的で、粘土から人間を創造した。ディンギルたちは、しばしば彼らの怒りや欲求不満を地震によって表現した。シュメール人の宗教の要点が強調しているのは、人間性のすべては神々のなすがままにあるということである。

### 社会思想
あるシュメール人は「私は、涙、悲嘆、激痛、憂鬱とともにある。苦痛が私を圧倒する。邪悪な運命が私を捕らえ、私の人生を取り払う。悪性の病気が私を侵す」と記している。また別のシュメール人はこう書いている。「なぜ、私が無作法な者として数えられるのか？食べ物はすべてあるのに、私の食べ物は飢餓だ。分け前が割り当てられた日に、私に割り当てられた分け前が損失をこうむったのだ」

### 天文学
シュメール人は、宇宙がスズ製のドームに囲まれた平らな円盤から構成されると信じていた。シュメール人の「来世」は、悲惨な生活で永遠に過ごすためのひどい地獄へ降下することを含んでいた。

### 数学
紀元前3000年ごろには、度量衡などに関する記録がある。紀元前2000年ごろに「1」と「10」を表す記号によって六十進法が整理され、天文学の分野が発展した。分数や小数の概念も存在し、徴税や配分などの管理、農業における耕地面積の計算、建築などに用いられた。

### 美術と工芸

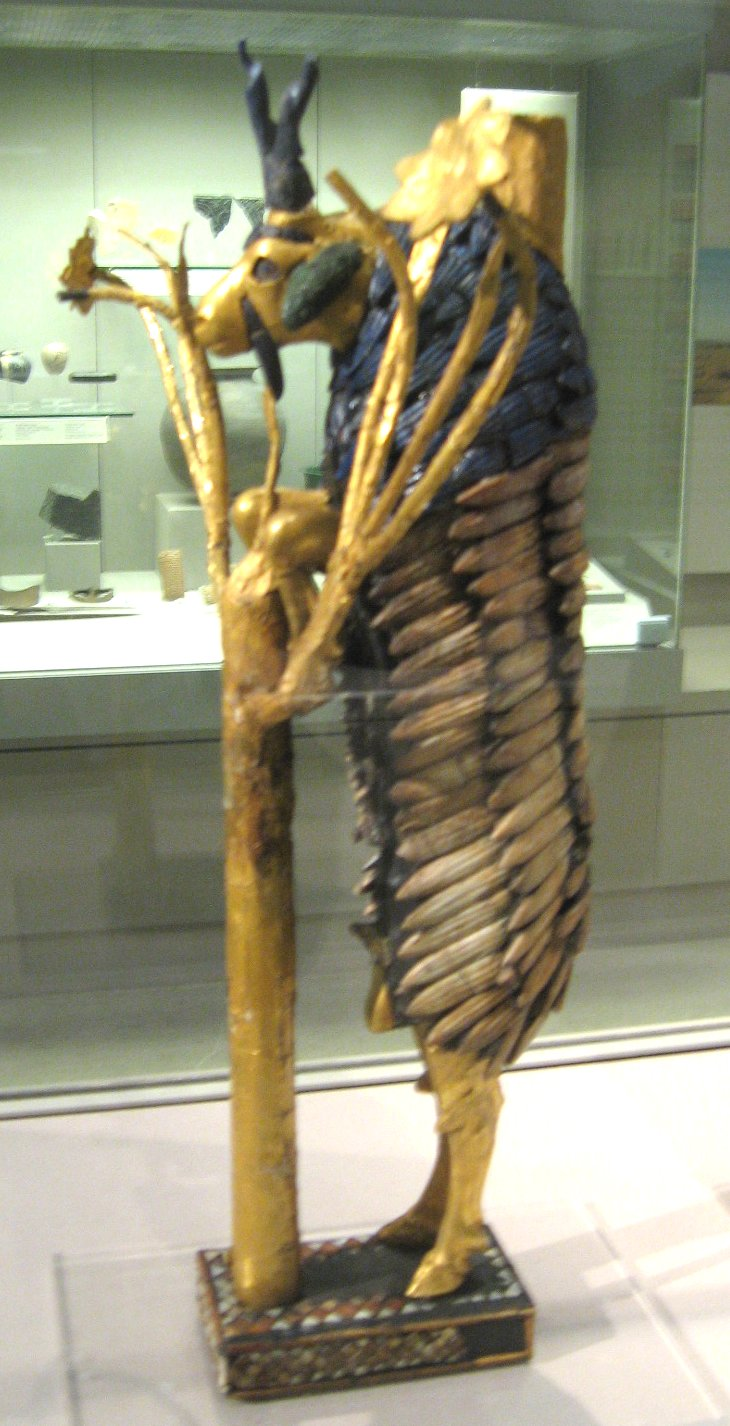
ウル王墓から出土した牡山羊の像（紀元前2600 - 2400年）

シュメールの陶工は、陶器を杉油の油絵で飾り立てた。陶工は、陶器を焼くために必要な火を起こすために弓ぎりを用いた。石細工や宝石細工には、象牙・金・銀・方鉛鉱が使われた。

## 技術
シュメール人は、のこぎり・革・のみ・ハンマー（つち）・留め金・刃・釘・留針・宝石の指輪・鍬・斧・ナイフ・槍・矢・剣・にかわ・短剣・水袋・バッグ・馬具・ボート・甲冑・矢筒・さや・ブーツ・サンダル・もりなどを製造する技術を持っていた。

### 軍事

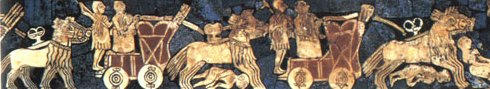
ウルのスタンダードに描かれたチャリオット（戦車）

城壁は、シュメールの都市を防御した。シュメール人は、彼らの都市間の包囲戦に従事した。日干しれんがの壁は、れんがを引きずり出す時間的余裕のある敵を防ぎきれなかった。
シュメール人の軍隊は、ほとんどが歩兵で構成されていた。そのうち軽装歩兵は、戦斧・短剣・槍を運搬した。正規の歩兵は、さらに銅製の兜・フェルト製の外套・革製のキルトなどを着用した。シュメールの軍隊は、古代ギリシア同様の重装歩兵を主力とし、都市防衛に適したファランクスを編成していたことで知られる。シュメール軍は投石器や単純な弓を使用した（後世に、人類は合成の弓を発明する）。
シュメール人は戦車を発明し、オナガー（ロバの一種）を牽引に利用した。初期の戦車は後世の物に比べて、戦闘時においてあまり有効に機能せず、搭乗員は戦斧や槍を運び、戦車はおもに輸送手段として役立ったとされる。戦車は、2人の搭乗員が乗り込んだ四輪の装置で、4頭のオナガーを牽引に利用していた。台車は、一つの織られた籠と頑丈な三片設計の車輪から構成されていた。

### 建築
シュメール人は、控え壁（補強壁の一種）・イーワーン・半円柱・粘土釘などを用いた。チグリス・ユーフラテス両河の平原には鉱物や樹木が不足していたため、シュメール人は平らまたは凸の日干しれんがで建物を作ったが、それらはモルタルあるいはセメントで固定されてはいなかった。平凸のれんがは（丸みを帯びて）多少不安定で、シュメール人のれんが工は、れんがの列を残りの列に対して垂直に置き、その隙間を瀝青・穀物の茎・沼地のアシ・雑草などで埋めたと推測されている。また、さまざまな色の粘土釘を組み合わせて壁に差し込み、世界初のモザイク壁を作ったとされている。

### 交通
シュメール人のボートの型は次の3つである。
- 革製のボートは、アシや動物の皮膚から成っていた。
- 帆掛け舟は、瀝青で防水をした特徴がある。
- 木製オールのついた船は、時には近くの岸を歩く人や動物によって上流に引かれた。

### 医術
下剤や利尿剤は、シュメール人の薬の大多数を占めた。
シュメール人は、尿・酸化カルシウム・灰・塩から硝石を生産した。彼らは、ミルク・ヘビの皮・カメの甲羅・カシア桂皮・ギンバイカ・タイム・ヤナギ・イチジク・洋ナシ・モミ・ナツメヤシなどを組み合わせた。彼らは、これらとワインを混ぜ合わせて、その生成物を軟膏として塗った。あるいはビールと混ぜ合わせて、口から服用した。
シュメール人は、病気を魔物の征服とし、体内に罠を仕掛けられるようになると説明した。薬は、身体内に継続的に住むことが不快であることを、魔物に納得させることを目標とした。彼らはしばしば病人のそばに子羊を置き、そこに魔物を誘い込んで屠殺することを期待した。利用可能な子羊でうまくいかなかったときは、彫像を使ったかもしれない。万一、魔物が彫像へ入り込めば、彼らは像を瀝青で覆うこともした。

## 遺跡発掘
1877年、フランス隊によってテッロー（シュメール都市ラガシュ）遺跡が発掘され、シュメール文明の存在が明らかにされた。以後20世紀の20年代にかけて、シュメールの主要都市であるニップル・ウル・ウルクの発掘がアメリカ・イギリス・ドイツによって行われ、シュメール語で書かれた楔形文字粘土板が多数出土した。1922年に始まったイギリス人考古学者レオナード・ウーリーによるウルでの発掘はよく知られている。